# 水産練り製品製造技能士
水産練り製品製造技能士（すいさんねりせいひんせいぞうぎのうし）とは、国家資格。及び、資格を取得した者を指す。

## 概要
技能検定制度の一種で、都道府県知事（問題作成は中央職業能力開発協会、試験の実施は都道府県職業能力開発協会）が実施する魚肉練り製品の製造に関する学科。及び、実技試験に合格した者を指す。
なお職業能力開発促進法により、資格を有していない者が製造技能士として職務することは禁じられている。1級合格者は職業訓練指導員 (水産物加工科)試験の実技試験と学科試験の関連学科が免除され、2級合格者は実技試験が免除される。

## 製造試験内容
生魚コースと冷凍すり身コースがある。また、階級は、1・2級がある。

### 1級
生魚コース
- 作業試験 - 試験時間：2時間
  - 原料魚をかまぼこ用の一番肉が取れるように3枚におろす。
  - 与えられた落とし身を用いて、水さらし脱水をする。
  - 持参したすり身を用いて、指定された2種類のかまぼこを成形する。
- 要素試験 - 試験時間：30分
  - 原料魚の鮮度判定について行う。
  - 支給された4種類の原料魚について、魚種判定を行う。
  - かまぼこ製品の品質判定について行う。

冷凍すり身コース
- 作業試験 - 試験時間：2時間
  - 支給された3種類の冷凍すり身について、弾力(品質)判定を行う。
  - 持参したすり身を用いて、指定された2種類のかまぼこを成形する。
- 要素試験 - 試験時間＝30分
  - 原料魚の鮮度判定について行う。
  - 冷凍すり身の魚種判定について行う。
  - かまぼこ製品の品質判定について行う。

### 2級
生魚コース
- 作業試験 - 試験時間＝2時間
  - 原料魚をかまぼこ用の一番肉が取れるように3枚におろす。
  - 与えられた落とし身を用いて、水さらし脱水をする。
  - 持参したすり身を用いて、指定された2種類のかまぼこを成形する。
- 要素試験 - 試験時間：30分
  - 原料魚の鮮度判定について行う。
  - 支給された4種類の原料魚について、魚種判定を行う。
  - かまぼこ製品の品質判定について行う。

冷凍すり身コース
- 作業試験 - 試験時間：2時間
  - 支給された3種類の冷凍すり身について、弾力(品質)判定を行う。
  - 持参したすり身を用いて、指定された2種類のかまぼこを成形する。
- 要素試験 - 試験時間：30分
  - 原料魚の鮮度判定について行う。
  - 冷凍すり身の魚種判定について行う。
  - かまぼこ製品の品質判定について行う。